# Campylocera hirsuta
Campylocera hirsuta är en tvåvingeart som beskrevs av Aldrich 1928. Campylocera hirsuta ingår i släktet Campylocera och familjen Pyrgotidae.
Artens utbredningsområde är Taiwan. Inga underarter finns listade i Catalogue of Life.